# Another World (Gojira)
Another World è un singolo del gruppo musicale francese Gojira, pubblicato il 5 agosto 2020.

## Descrizione
Anticipato da un teaser pubblicato sui social network, il brano vede il gruppo interrogarsi sul futuro della Terra e dell'umanità, reinterpretando il film Il pianeta delle scimmie:
(Il frontman Joe Duplantier presentando il singolo)
Nel 2021 Another World è stato inserito nella lista tracce del settimo album in studio Fortitude.

## Video musicale
Il video animato, diretto da Maxime Tiberhgien e Sylvain Favre, vede i Gojira impersonare degli scienziati rinchiusi in un laboratorio per via di un'epidemia (riferimento alla pandemia di COVID-19), impegnati a studiare i vari modi per lasciare il pianeta.

## Tracce
Testi di Joe Duplantier e Mario Duplantier, musiche dei Gojira.
1. Another World – 4:24

## Formazione
Hanno partecipato alle registrazioni, secondo le note di copertina di Fortitude:
Gruppo
- Joe Duplantier – voce, chitarra
- Mario Duplantier – batteria
- Christian Andreu – chitarra
- Jean-Michel Labadie – basso

Produzione
- Joe Duplantier – produzione
- Andy Wallace – missaggio
- Johann Meyer – ingegneria del suono
- Jamie Vertz – ingegneria del suono aggiuntiva
- Taylor Bingley – ingegneria del suono aggiuntiva
- Ted Jensen – mastering
- Jorge Taveras – ingegneria Pro Tools
- Billy Knauft – assistenza ingegneria Pro Tools
- Morgan David – assistenza ingegneria Pro Tools

## Classifiche
| Classifica (2020)       | Posizione massima |
| ----------------------- | ----------------- |
| Stati Uniti (hard rock) | 12                |